# Smittia littorella
Smittia littorella är en tvåvingeart som först beskrevs av Maurice Emile Marie Goetghebuer 1927.  Smittia littorella ingår i släktet Smittia och familjen fjädermyggor.
Artens utbredningsområde är Belgien. Inga underarter finns listade i Catalogue of Life.